# David C. Cannatella
David Charles Cannatella (* 25. Dezember 1954) ist ein US-amerikanischer Herpetologe, Funktionsanatom, Zoologe und Professor für Integrative Biologie.

## Leben
Ab 1972 studierte Cannatella Zoologie an der University of Southwestern Louisiana, wo er 1976 den Bachelor of Science erwarb. Ab 1976 studierte er Systematik und Ökologie an der University of Kansas, wo er 1979 zum Master of Arts und 1981 zum Master of Philosophy graduierte und 1985 mit der Dissertation A phylogeny of primitive frogs (archaeobatrachians) unter der Leitung von Linda Trueb zum Ph.D. promoviert wurde. 1986 war er Gastdozent an der Abteilung für Zoologie der University of California, Berkeley.
Von 1986 bis 1988 hatte er ein Stipendium von der National Science Foundation, mit dem er seine Post-Doc-Phase unter der Leitung von David B. Wake und Marvalee H. Wake an der University of California, Berkeley absolvierte. Von 1988 bis 1990 war er Assistenzprofessor und Kurator am Museum of Natural Science und der Abteilung für Zoologie und Physiologie der Louisiana State University in Baton Rouge. 1990 wurde er Kurator am Texas Memorial Museum der University of Texas at Austin. Von 1995 bis 2000 war er Seniorlecturer an der Abteilung für Zoologie der University of Texas at Austin. Von 2001 bis 2004 war er Assistenzprofessor an der Abteilung für Integrative Biologie der University of Texas at Austin. Von 2005 bis 2007 war er außerordentlicher Professor und seit 2007 ist er ordentlicher Professor an der Abteilung für Integrative Biologie der University of Texas at Austin. Seit 2014 ist er Vorsitzender der Abteilung für Integrative Biologie der University of Texas at Austin.
Von 2002 bis 2003 war Cannatella Präsident der American Society of Ichthyologists and Herpetologists und von 2004 bis 2005 war er Präsident der Society of Systematic Biologists. Von 2011 bis 2012 forschte er mit einem Fulbright-Stipendium in Brasilien.
Cannatellas Labor an der University of Texas at Austin befasst sich mit vornehmlich mit der Systematik und Evolution von Froschlurchen. Untersucht werden aber auch Salamander, Vögel und Vogelfossilien. In der Vergangenheit wurden auch Eidechsen und Schlangen studiert. Die allgemeinen Forschungsprojekte umfassen die Phylogenomik, Phylogeographie, historische Biogeographie, die Bioakustik, Systematik und Taxonomie, neotropische Frösche, Verhaltensökologie, chemische Ökologie und fossile Frösche.
Cannatella ist Mitarbeiter am Tree of Life Web Project, wo er über die Überordnung Salientia schreibt.

## Erstbeschreibungen von Cannatella
Cannatella war an den Erstbeschreibungen von folgenden Gattungen und Arten beteiligt:
- Atelopus lynchi
- Atelopus peruensis
- Cochranella bejaranoi
- Cochranella phenax
- Cochranella pluvialis
- Engystomops coloradorum
- Engystomops guayaco
- Engystomops montubio
- Engystomops randi
- Frostius pernambucensis
- Hyalinobatrachium bergeri
- Hylomantis psilopygion
- Hypodactylus lucida
- Lynchius nebulanastes
- Osornophryne talipes
- Phyllomedusa atelopoides
- Phyllomedusa duellmani
- Phyllomedusa ecuatoriana
- Pristimantis achuar
- Pristimantis altamnis
- Pristimantis kichwarum
- Pseudacris fouquettei
- Truebella
- Truebella skoptes
- Truebella tothastes

## Dedikationsnamen
2012 wurden die Froscharten Armobates cannatellai und Osteocephalus cannatellai nach David C. Cannatella benannt. Die von Cannatella 1984 beziehungsweise 1986 beschriebenen Arten Hypotdactylus lucida und Osornophryne talipes haben im Englischen die Trivialnamen Cannatella’s Andes Frog und Cannatella’s Plump Toad.